# Vlag van de Britse Kaapkolonie

Vlag van de Britse Kaapkolonie

De vlag van de Britse Kaapkolonie is een blauw Brits vaandel, met in het kanton de Britse vlag en aan de rechterkant het wapen van de kolonie. Dit wapen bestond uit het wapen van de Kaapkolonie op een witte schijf. Het wapen bestond uit een rood schild met daarop een gouden leeuw tussen drie gouden ringen, onder een zilveren horizontale strook ('chief') met daarin drie gouden fleurs de lis op blauwe schijven. De figuur van Hope vormde het wapen en het schild werd ondersteund door een gnoe en een gemsbok. Onder het schild stond het motto 'Spes Bona' ('Goede Hoop'). De vlag werd aangenomen op 12 mei 1876. Hierna werd op 31 mei 1910 vervangen door de handelsvlag van Zuid-Afrika.

Wapen van de Britse Kaapkolonie
De handelsvlag en de facto vlag van Zuid-Afrika tussen 1910 en 1928

Biafra · Goosen · Graaff-Reinet · Britse Kaapkolonie · Katanga · Klein Vrystaat · Republiek Kliprivier · Republiek Lydenburg · Natal · Republiek Natalia · Nieuwe Republiek · Oranje Vrijstaat · Oranjerivierkolonie · Oost-Griekwaland · Ottomaanse Rijk · Rif-Republiek · Republiek Stellaland · Swellendam · Tanganyika · Transvaalkolonie · Republiek Utrecht · Verenigde Staten van Stellaland · Zaïre · Zuid-Afrikaansche Republiek · Zuid-Afrika (1928-1994) · Mijnstaat Zuid-Kasaï